# Джамилашвили, Максим
Максим Джамилашвили (род. 8 января 1984) — белорусский самбист и дзюдоист, бронзовый призёр первенства Европы по дзюдо среди юниоров 2003 года, чемпион (2007) и серебряный призёр (2005) чемпионатов Белоруссии по дзюдо, бронзовый призёр командного чемпионата Европы по дзюдо 2006 года, бронзовый призёр чемпионата Европы по самбо 2005 года, бронзовый призёр чемпионата мира по самбо 2004 года, мастер спорта Республики Беларусь международного класса по самбо и дзюдо. По самбо выступал в полулёгкой весовой категории (до 57 кг). В 2008 году окончил Белорусский государственный университет физической культуры.

## Выступления на чемпионатах Белоруссии
- Чемпионат Белоруссии по дзюдо 2005 года — ;
- Чемпионат Белоруссии по дзюдо 2007 года — ;